# ФК „Сливнишки герой“
ФК „Сливнишки герой“ е футболен клуб от гр. Сливница, участник в Югозападна Трета аматьорска футболна лига.
Председател на Управителния съвет на клуба е Венцислав Баликов, а спортно-техническото ръководство включва старши треньора Румен Стоянов, който е и директор на Детско-юношеската школа, където треньори са Георги Симеонов и Христиан Толочик.
Мачовете си отборът играе на градския стадион „Сливнишки герой“.

## История на клуба

### Ранни години
Футболът е най-старият спорт, развиващ се на територията на Сливница, и без съмнение е най-обичаният.
Отборът по футбол е сформиран през 1923 година, малко след създаването на дружеството за физкултура и спорт „Сливнишки герой“. Клубът може да се похвали с една от най-дългогодишните истории в държавен мащаб. До началото на 70-те години на XX век, футболният отбор е играл мачовете си на тревното игрище на територията на машинно-тракторната станция или на Сливнишкия военен полигон.
През 1964 – 65 година за нуждите на тима е построен градският стадион „Сливнишки герой“. В близост до него се намира и помощното игрище и постройка, изпълняваща функциите на съблекалня и офис. С годините възникват проблеми с материалната база, нейното обновяване и реконструкция. Дълго време радиоуредбата на стадиона не е работила. А след възникването на мотоболния клуб, двата отбора е трябвало да делят помощното игрище. Това принудило футболния тим да тренира на стадиона, което влошило състоянието на терена.
Освен на градския стадион „Сливнишки герой“ мачове, предимно на ДЮШ, се играят на тревното игрище в двора на ПГТ „Никола Й. Вапцаров“. Клубът притежава едно помощно игрище, а се разработва още едно, на мястото на бившия стадион за мотобол.
Освен известния отбор „Сливнишки герой-1923“, масовото увлечение на населението по играта довежда до сформирането и на други отбори от града, създадени най-вече на квартален принцип. През 1945 година се създават два по-значими квартални отбора, сателити на „Сливнишки герой“. Това са „Горномалски устрем“ от кв. Горна махала и „Юнак“, от кварталите Паланка и Адамова махала. През годините са създавани още такива тимове, най-вече заради организирани градски мачове, със странни, често екзотични имена. До нас достигат имена като „Ударник“, „Урожай“, „Стрела“ и др. Някои от тези тимове са се състезавали в окръжните групи на бившия София окръг. Съществуват до края на 50-те години на XX век, след което остава само първият тим на града и някои заводски тимове, участници в работнически турнири и спартакиади.
Най-дълго съществува „Горномалски устрем“, който изработва собствен печат и участва в срещи с отбори от околийските села, в които постига няколко победи. Съществуването е относително кратко, като след разпадането си тимовете от кварталите дават на представителния тим няколко играчи. „Юнак“ предоставя на „Сливнишки герой“ петима играчи, а „Горномалски устрем“ шест играчи (един от които е вратарят Вергил Петров).
С годините в традиция се превръща провеждането на приятелски мачове между тези два отбора (махали). Оттогава „Сливнишки герой“ е единственият представителен отбор на Сливница.
След създаването на „Сливнишки герой“ тимът се състезава в Б РФГ, а през 1948 година се класира за квалификациите, даващи право на участие в А група. Съперник е отборът на „Марек“. Заради масов бой мачът е прекъснат при гол преднина за гостите от Дупница.
Неспортсменската проява довежда и до налагането на дисциплинарно наказание от БФС, което лишава Сливнишки герой от състезателни участия. Подновяването на тренировъчния процес след прекъсването е било много трудно. Много от по-добрите футболисти напускат отбора, като за следващите мачове предимно се е разчитало на местни момчета. Представянето на тима в тогавашната А окръжна група е било посредствено.

### 60-те години на ХХ век
В началото на 60-те години на XX век футболът търпи масово развитие. Работата на дружеството е насочена към младите. Организират се детски и средношколски отбори, започва редовен тренировъчно-състезателен процес. Футболната игра се застъпва и сред работническите колективи чрез турнири между предприятията.
От 1963 година с възраждането на Детско-юношеската школа за треньори първоначално са назначени няколко учители. През 1965 година ръководител на детския отбор е Данко Роев (поч. 2008 г.) – млад специалист, започнал да се занимава системно с футбол, по-късно станал един от най-известните треньори в страната (бил е начело на Локомотив Сф, Академик Сф, Пирин, Черноморец, Добруджа и Славия, има 44 мача начело на младежкия национален тим на България, водил е за 3 срещи и А отбора, „Алки“ Кипър и „Сулей Бахат“ Кувейт). Повечето от младежите, които той е подготвял, по-късно сформират основното ядро на представителния тим.
През 1966 г. мъжкият тим се поема от Георги Милушев. Завършилият ВИФ „Г. Димитров“ треньор е бил и играещ футболист.
В началото на 60-те години на XX век футболът в Сливница започва да се развива по-масово, сформират се отбори в училищата и предприятията. Ръководени от млади треньори детските и средношколските формации участват в окръжните първенства. През 1963 година детският тим достига до финала на окръжното първенство в София. Две години по-късно (1965 г.) средношколниците на училище „Христо Смирненски“ стават окръжни първенци и се класират до републиканско първенство. От редиците на тези детски отбори излизат състезатели за представителния тим.
През сезон 1966/67 година „Сливнишки герой“ е изграден от млади и талантливи футболисти. Те достигат да първото място на окръжното първенство и получават шанса да играят в квалификации за влизане в зоналните групи.
След успешно представяне на квалификационните срещи състояли се в Дупница и Ботевград, отборът на Сливница влиза в групите на зона „Витоша“.

### 70-те години на ХХ век, участие в Б ПФГ
Доброто представяне на тима продължава и там. Първата година се класира на трето място, втората заема втората позиция. А третата година, през 1970 г., влиза в Б южна РФГ.
В Б група отборът играе 13 години. Там той постига и най-силните си резултати. Играе срещу представители на окръжните градове – Пирин, Благоевград, Пазарджик, Несебър, Смолян, Пловдив, Кюстендил и много други.
Първата си година в Б група „Сливнишки герой“ изиграва 34 мача и е с актив от 33 точки, заемайки десетото място.
В Сливница футболната игра винаги е била разпространена сред работническата класа. Мачовете и турнирите между отбори на предприятията са следени с голям интерес. Някои от тези тимове дори се подвизават в окръжните първенства. През 70-те и 80-те години на XX век успешно там се състезават работническите колективи на „ТПК Васил Левски“ и „ЗХМ Хладилна мебел“. В тези тимове играят работници от посочените предприятия и състезатели, ненамерили място в мъжкия отбор на „Сливнишки герой“. Впоследствие някои от тях се завръщат в представителния отбор.
В следващите три години тимът постига слаби резултати, като се представя на средно ниво. Нищо не е подсказвало предстоящия успех през сезон 1974/75, което класиране в крайна сметка се оказва най-високият резултат достиган някога.
През сезон 1974/75 година сливничани реализират 19 победи от 38 мача и с набраните 43 точки актив заемат престижното четвърто място. Пред тима са единствено отборите на „Берое“ СЗ (60 точки), „Черноморец“ Бс и „Торпедо“ Карлово, като с Торпедо имат равен брой точки, но по-лоша голова разлика. Въпреки дисциплинарното наказание от 1948 г. и темперамента на сливнишките привърженици, със завръщането си в Б група дружеството получава и купа за „Образцова спортна публика“.
В най-добрите си години, когато се е състезавал в Б групите, Сливнишки герой е бил воден от специалисти като: Трендафил Стойков, Борислав Габровски, Цветан Лалов, Борис Петров, Асен Милушев, Васил Симеонов, Димитър Йорданов.
За годините между 1950 г. и 1980 г. ДФС „Сливнишки герой“ се стреми да възстанови (след дисквалификацията на отбора) основите на сливнишката футболна школа. Осъществяването на тази цел не е било лесна задача. Като за начало дружеството е насочило усилията си към налагането на футболната игра в учебните часове и сформирането на детски и юношески отбори.
През 1976 година в града се основава школа по футбол с директор Младен Василев – един от най-добрите състезатели, които е имала Сливница. Надеждите на ръководството са били към изграждането на млад и перспективен отбор с бъдещи успехи.
Работата с детско-юношеските формации е била съчетавана с обновление на материалната база, привличането на специалисти, умножаване на чисто футболните прояви.

### 80-те години на ХХ век, аматьорски футбол
През 1980 г. футболът продължава да бъде водещ в дружеството. След челното класиране през 1974 г. местата, които заема отборът следващите години, се приемат като провал. Проблемите пред тима са били свързани с липсата на млади попълнения от юношеските отбори. В продължение на четири години не са излъчени местни кадри, които да играят за представителния тим. Всичко произтичало от ограничената и несериозна дейност на школата, където дружеството работело най-усърдно. Нереализираното на момчета от града същевременно довежда и до увеличаване на пътуващите състезатели. През 1980 играчите от София наброявали дванадесет души.
Въпреки изготвените планови програми и амбиции, малка част от тях биват реализирани. Причините за това се крият не толкова в недостатъците на програмите, колкото в дали изобщо се прилагат и отговорността, с която се извършва този процес. Организацията от писменото съставянето на документа до прилагането му на практика никога не е било нещо, с което са могли да се похвалят дружеството и неговите дейци. Преобладаването на повече членове-запалянковци в секцията, отколкото на ръководни хора, допълнително утежнява положението на местния спорт. Често решенията относно бъдещето на клуба са се вземали на фона на емоциите, което не ги прави правилни.
През 1982 г. председател на секцията е Марин В. Павлов. Същата година се изработва и приема поредната перспективна програма, като тя е в сравнително дългосрочен план, за периода 1982 – 1985 г. Общи елементи между нея и предходните, се виждат главно в опитите за масовизиране на спорта – чрез наблягане на развитието на ученическия спорт, редовно провеждане на футболни прояви, подобряване работата в детско-юношеската школа, обновяване и реконструкция на материалната база, идейно-възпитателна работа с кадрите.
Въпреки голямата си застъпеност с предходни програми, тази засяга области от футболната игра, които дотогава са били пренебрегвани. В нея внимание се обръща на дейността и кадърността на треньорите, ръководството и медицинския надзор върху играчите. За тези институции е щяло да се организират ежегодно участие в семинари и съвещания с цел подобряване своята квалификацията, ежегодна оценка на работата им по програмите за развитие на съвременния спорт, редовни контролни прегледи на функционалното състояние на играчите (преди всеки полусезон). Програмата не е реализирана, остава само добре оформен документ, но без да допринася за развитието на футболната игра. Именно когато е трябвало да се отчетат положителни резултати от нея, отборът на Сливница е в немилост и изпада във В група.
Като естествен резултат от негативните събития през сезон 1982/83 година отборът изпада от Б РФГ, а през следващата 1984 година изпада и от зоналната група, започва да се състезава в А окръжна група.
Следващите години дружеството отчита надхвърляне на предвидените плановете за обхванатите от футболния спорт. През 1984 г. те достигат до 394 души, а през 1985 г. – 390 души. Но тези положителни резултати не са отражение на действителността. Тимът заема последните места в класирането, а стоящите пред него проблемите са същите. Като се започне от нивото на работа в детската школа и се премине през лошата материална база, и се стигне до несъгласуваните действията на отделните ръководства. Резерви има и в подбора на състезатели.
Желанието на сливничани да гледат любимия си отбор в по-горна дивизия е голямо, но само то не стига. С годините и обществено-икономическите промени за клуба става трудно да се пребори с конкуренцията. Инвестициите и финансите се превръщат в първостепенни фактори, влияещи върху развитието на дадения спорт. Средства за нужни за привличането на състезатели, специалисти, провеждането на предсезонни лагери и реконструкция на материалната база.

### 90-те години на ХХ век, състезаване в окръжните групи
В началото на 90-те години на ХХ век за треньор на мъжкия отбор е назначен Стефан Павлов-Фифи. Пред него и заместникът му – Борис Манолков (водил юношите през 1990 г.), е стоял проблемът с работещите състезатели, които не били освобождавани навреме за тренировки.
Желаещите да се занимават с футбол ученици от първи да единадесети клас били организирани в 10 групи, обучавани от двама треньори.
През 1993/94 година спонсор на отбора става мощната фирма „ДИПС“. С нейната материална помощ тимът на „Сливнишки герой“ влиза отново във В група, като основна задача е пробив в Б РФГ. „ДИПС“ помага за подобряване на терена, екипировката и битовите условия. Назначават се нови треньори на детските и юношески формации. Налице са и първите успехи. За треньор е назначен Златко Джунев. След прекратяване на спонсорството на „ДИПС“ клубът изпада в крайно тежко положение и скоро отново се завръща в А окръжна футболна група.
През 1990-те години се забелязва спад на интереса към футбола на ниво община. Все по-малко деца се включват в ДЮШ и развитието запада. Това явление се отразява и на представителния тим, като в него намалява броят на местните момчета. Мъжката формация има ограничена скамейка и изборът пред треньорите не е бил голям, а много младежи започват да играят за столичните Левски, Славия и ПФК Локомотив (София).

### Завръщане във В група
През 2001 година отборът се завръща отново в ЮЗ В АФГ, след като БФС отреждат служебното им влизане в групата, въпреки че сливничани са загубили баража за влизане в групата от ФК „Изтребител“ (Ново Делчево).
През 2003 година за президент на сливнишкия отбор е избран бизнесмена Люсиен Спасов. Докато той е на този пост, тимът е добре екипиран и организационно обезпечен. Л. Спасов привлича през 2004 година в Сливница за треньор Радослав Здравков – легенда на ЦСКА и заместник-треньор на клуба при Стойчо Младенов.
Освен него към третодивизионния отбор се присъединяват още пет бивши мъжки и младежки национали, постижение, с което могат да се похвалят едва четири-пет тима от А Професионална футболна група. Желанието е да се достигне дори до участие А ПРФГ.
С идването на Люсиен Спасов, „Сливнишки герой“ успява да привлече в редиците си няколко бивши младежки и мъжки национали. Това са Росен Крумов, Мартин Зафиров, Ивелин Пенев, Валентин Найденов и Георги Андонов. Тези играчи нямат голям принос към развитието на клуба и съществени успехи (престоят им в отбора им е сравнително кратък), но самото им присъствие в третодивизионния тим е едно явление и е една от предпоставките към завръщането на публиката на стадиона.

### Пристигане на Венцислав Рангелов, шампиони на ЮЗ В АФГ, и участие в Б ПФГ
Разцвет в организационно отношение СГ прави в периода, в който към тима е привлечен треньора на полицейския национален отбор – Венцислав Рангелов. С пристигането му е привлечен сериозен спонсор в лицето на гиганта Hitachi, в лицето на представителя на Hitachi и Krupp за България – г-н Ники Младжов.
В отбора са въведени нови порядки и методи на подготовка. За помощник на Рангелов е привлечен бившият състезател на Септември, Беласица, Белите орли и Сливнишки герой – Петър Малинов, който със своя опит извежда тренировъчният процес до друго ниво в клуба.
С пристигането на Рангелов и част от полицейския отбор отбора се спасява от изпадане, а през следващата година започва своя възход, като през сезон 2009/10 завършва на трето място в групата.
Стадионът е ограден, тревното покритие е най-доброто в аматьорските групи, грижата за базата става с по-висок приоритет. Привлечени са множество млади футболисти с качества, които поради една или друга причина не получават поле за изява в столичните грандове.
Ядрото на отбора е съставено от ветераните Руслан Нацев, Юлиян Янакиев и Милен Игнатов и Янко Янков, както и младите надежди – Янко Димитров (рожба на ДЮШ на СГ, дошъл от ПФК Миньор (Перник)), Николай Миланов, Николай Величков, Христо Петров, Кристиян Кочилов, Марк Григоров и др. Отборът започва да изгражда свой стил, а скоро и добрите резултати не закъсняват.
Сезон 2010/11 започва с отлична серия от победи, като в състава на сливничани грейват нови имена като тези на: Иван Спахиев, Деян Петров (от ПФК Ботев (Враца), Цветомир Генов (от Миньор (Бобов дол), Димитър Димитров (от ПФК Спартак (Пловдив) и Станимир Георгиев, които вдигат качеството в отбора.
През есента на 2010 година Сливнишки герой получава покани за няколко изключително качествени контроли, като е канен за съперник на Макаби Хайфа (Израел) (сливничани побеждават с 3:1), националния отбор на Гана (младежи до 21 г.), който е световен шампион по футбол в тази възрастова група (1:1), ПФК Славия (София) (1:1), ПФК ЦСКА (София) (0:2).
След като изиграва есенния дял на шампионата, Сливнишки герой е начело, като води с цели 7 точки пред втория в класирането.
През зимната пауза Венцислав Рангелов привлича отново няколко много качествени играчи, като пристигналия от Септември (София) Васил Костов, юношата на Литекс (Ловеч) Николай Нейчев, Никола Салджиев, юношата на Барселона Кристиян Милатинов, а по-късно и дошлия от Черноморец (Балчик) Борислав Павлов.
През пролетния дял на шампионата отбора завършва само два мача наравно и инкасира само една загуба, завършвайки като шампион четири кръга преди края, като спечелва промоция за Западната Б ПФГ.

### Участие в Б ПФГ
В средата на месец юни 2011 година Сливнишки герой получава лиценз за участие в Западна Б ПФГ, като проблем остава базата на отбора в Сливница.
Строежът на нова сграда се очаква да започне през август 2011. Първите си домакински срещи за сезона Сливнишки герой ще играе на стадион „Славия“ в столичния квартал „Овча купел“.
Междувременно започва строителството на новите сектори, като през 2011 година да е готов сектор с 3500 седалки, клетка за гости, а през 2012 година да се поставят седалки на другите два сектора от стадиона.

### Сезон 2011/12
Виж ФК Сливнишки герой през Сезон 2011/2012

Виж ФК Сливнишки герой (Сливница) - състав 2011-2012

### Купа на България 2011/12
Тимът на Сливнишки герой достига до 1/16-финалите на турнира без да играе мач, тъй като се отказват отборите участници от аматьорските дивизии. В 1/32-финалите „Героят“ побеждава единствения достигнал до този кръг аматьорски клуб от Зоните – Верея (Стара Загора) с 4:1. Два гола вкара Юлиян Куртелов (18 и 24 мин.), по един бележат Мариан Хаджиев (22 мин.) и Христо Петров (76 мин.), а Румен Калчев връща един гол в края.
На 1/8 финал отборът от Сливница се изправя срещу ПФК Септември (Симитли) в Симитли на 3 декември 2011 година, но отпада след загуба с 3:0.

### Сезон 2012/13
Виж – ФК Сливнишки герой (Сливница) - състав 2012-2013
През сезон 2012/13 отборът на Сливнишки герой се състезава в ЮЗ В ФГ.
В първия си мач отбора завършва наравно 1:1 с отбора на Перун (Кресна) на 19 август 2012 г., като попадението за сливничани отбелязва Николай Николов. Последва първа домакинска победа за новия сезон, след като СГ побеждава Септември (София) с 4:0, а головете отбелязват Николай Николов, Светослав Диков, Радко Мутафчийски и Борис Папазов.
Последва и първа и единствена през есента загуба от отбора на Чепинец (Велинград) с 2:1 на 2 септември 2012 г., като гола за СГ отбелязва Кристиян Кочилов. Последва победа с 5:1 над Германея (Сапарева баня) (Радко Мутафчийски, Христо Бангеев, Кристиян Кочилов, Христо Бангеев, Мариан Хаджиев) на 9 септември 2012 г. Последва ново равенство, този път 2:2 като гост на Ботев 1921 (Ихтиман) (Николай Николов, Николай Величков) и победа като домакин над Миньор (Бобов дол) с 2:1 на 23 септември 2012 г. (Николай Николов, Кристиян Кочилов).
На 30 септември отборът печели първа победа като гост с 0:1 над Витоша (Долна Диканя), с гол на Мариан Хаджиев, и домакинска победа на 7 октомври 2012 г. с 3:0 над Рилски спортист (Самоков) (Иво Харизанов, 2 гола на Мариан Хаджиев). На 14 октомври 2012 г. СГ побеждава като гост лидера в групата Витоша (Бистрица) с 0:2 (Х. Бангеев, М. Хаджиев), а на 21 октомври 2012 г. завършва наравно 1:1 с Велбъжд (Кюстендил) отново като гост (М. Хаджиев).
На 4 ноември 2012 г. СГ побеждава Места 2005 (Хаджидимово) с 2:1, след като до полувремето губи с 0:1, а головете отбелязват Кристиян Кочилов от фаул и Христо Бангеев.

### Сезон 2014/15
През сезон 2014/15, отборът на Сливнишки герой изиграва тридесет двубоя, като постига 17 победи, 7 равенства и 6 загуби, генерирайки голова разлика 69:38 и набирайки 58 точки. Това му отрежда 5-о място в класирането на ЮЗ В група.
Отборът достига за първи път в своята история до финал за Купата на Аматьорската футболна лига, който обаче губи от тима на ПФК Дунав (Русе) с 2:4, а двубоят се играе във Велико Търново на 3 юни 2014 г. Попаденията за сливничани отбелязват Ивайло Цветков и Николай Иванов.

## Настоящ състав
Старши треньор на отбора от 1 септември 2022 година е Румен Стоянов.
Към 9 април 2023 г.

## Стадион
*Основна статия – Сливнишки герой (стадион)
Стадионът на ФК Сливнишки герой (Сливница) е построен в периода 1964 – 1965 година.
С годините възникват проблеми с материалната база, което води до основен ремонт на стадиона през 1984 – 1985 година, който е направен от Министерство на отбраната по случай 100 години от Сръбско-българската война и за насроченото през 1985 година тържество. На стадиона е извършено въвежданетов в чин на випускниците от военните училища в страната. Реконструкцията включва изцяло нови сектори и 100% покриване с индивидуални седалки, което прави стадиона един от първите такива в България.
През следващите 25 години базата е напълно изоставена до 2011 година, когато благодарение на главния мениджър на Сливнишки герой Венцислав Рангелов първо са излети нови две сектора, заменени са 2450 седалки и е изграден сектор за гости.
През 2012 година е изградена нова модерна сграда, разположена на площ от 400 m³.
През 2012 година отборът приема мачовете от пролетния дял на Западната Б ПФГ. През есента на същата година Община Сливница спечелва проект за европейско финансиране на мултифункционална спортна зала, която е изградена през 2013 – 2014 г. в рамките на съоръжението и се нарича Арена „Сливница“.

## Ръководство на клуба
- Председател на Управителен съвет: Венцислав Баликов
- Ст. треньор: Румен Стоянов
- Пом.-треньор: Христиан Толочик
- Треньор на вратарите: Георги Симеонов
- Пресаташе: Бисер Тодоров
- Пом.-треньор: Николай петров
- Директор на ДЮШ: Румен Стоянов
- Треньор ДЮШ: Георги Симеонов
- Треньор ДЮШ: Христиан Толочик
- Лекар на отбора: д-р Васил Димитров
- Директор на ст. „Сливнишки герой“: Росен Асенов

## Легенди на клуба
От редиците на „Сливнишки герой“ са излезли много футболисти, продължили кариерите си в големи български клубове или играли в националния отбор.
Такъв състезател е Младен Василев. Израснал в сливнишката спортна школа, той има в актива си 29 мача и 7 гола за националните А и Б отбори на България. Участник е на 10-ото Световно първенство по футбол 1974 година в Германия. Има 209 мача и 68 гола в А (РФГ) за ПФК Академик (София). Носител е на званието майстор на спорта.
Футболисти, играли за отбори от професионалната група, са:
- Лозан Лозанов („Академик“)
- Росен Виденов – Куката
- Георги Стефанов
- Манол Манолков (играл и за ПФК Локомотив (София)
- Борис Манолков (играл и за ПФК Локомотив (София), ПФК Черно море (Варна))
- Стефан Златков (играл и за ПФК Академик (София) и ФК Марек (Дупница))
- Сашо Момчилов („Академик“ Свищов)
- Михаил Михайлов (играл и за ПОФК Ботев (Враца))
- Димитър Диев (играл и за ПФК Черно море (Варна))
- Георги Тодоров (играл и за ПФК Левски (София))
- Иван Памийски (играл и за ПФК Миньор (Перник))
- Ростислав Грозданов (играл и за ПФК Хасково (Хасково))
- Благой Кръстанов (играл и за ПФК Левски (София)) и ПФК Спратак (Плевен))
- Ангел Виденов ((играл и заПФК Спратак (Плевен))
- Стефан Павлов (в Героя е бил играещ треньор, една от легендите на ПФК Левски (София))
- Иван Василев – нападател в края на 70-те години на ХХ век, понастоящем бизнесмен, собственик на ПФК Локомотив (София)

Други значими футболисти:
- Веселин Петков (над 800 мача за отбора)
- Руслан Нацев (дългогодишен капитан на отбора)
- Младен Иванов (един от най-резултатните нападатели на отбора, крило)
- Николай Величков – дългогодишен капитан на отбора, с над 250 мача за клуба
- Георги Симеонов – дългогодишен вратар и капитан на отбора
- Лозан Рангелов – дългогодишен капитан на отбора в Б ПФГ

От Сливница е заслужилият майстор на спорта на България – Трендафил Стойчев.

## Футболист на годината
Класацията „Футболист на годината на ФК Сливнишки герой“ се присъжда ежегодно от 2010 година, като избора се прави от феновете на отбора чрез гласуване на официалния сайт на клуба. Първият носител на приза е вратарят и капитан на отбора Янко Димитров.
| Година | Победител         |
| ------ | ----------------- |
| 2010   | Янко Димитров     |
| 2011   | Янко Димитров     |
| 2012   | Николай Величков  |
| 2013   | Мартин Минев      |
| 2014   | Ивайло Яначков    |
| 2015   | Ивайло Цветков    |
| 2016   | Николай Маринов   |
| 2017   | Не се провежда    |
| 2018   | Мартин Минев      |
| 2019   | Виктор Георгиев   |
| 2020   | Не се провежда    |
| 2021   | Не се провежда    |
| 2022   | Мартин Костадинов |